# Mörnsheim
Mörnsheim (bairisch Menza) ist ein Markt im oberbayerischen Landkreis Eichstätt.

## Geografie

### Lage

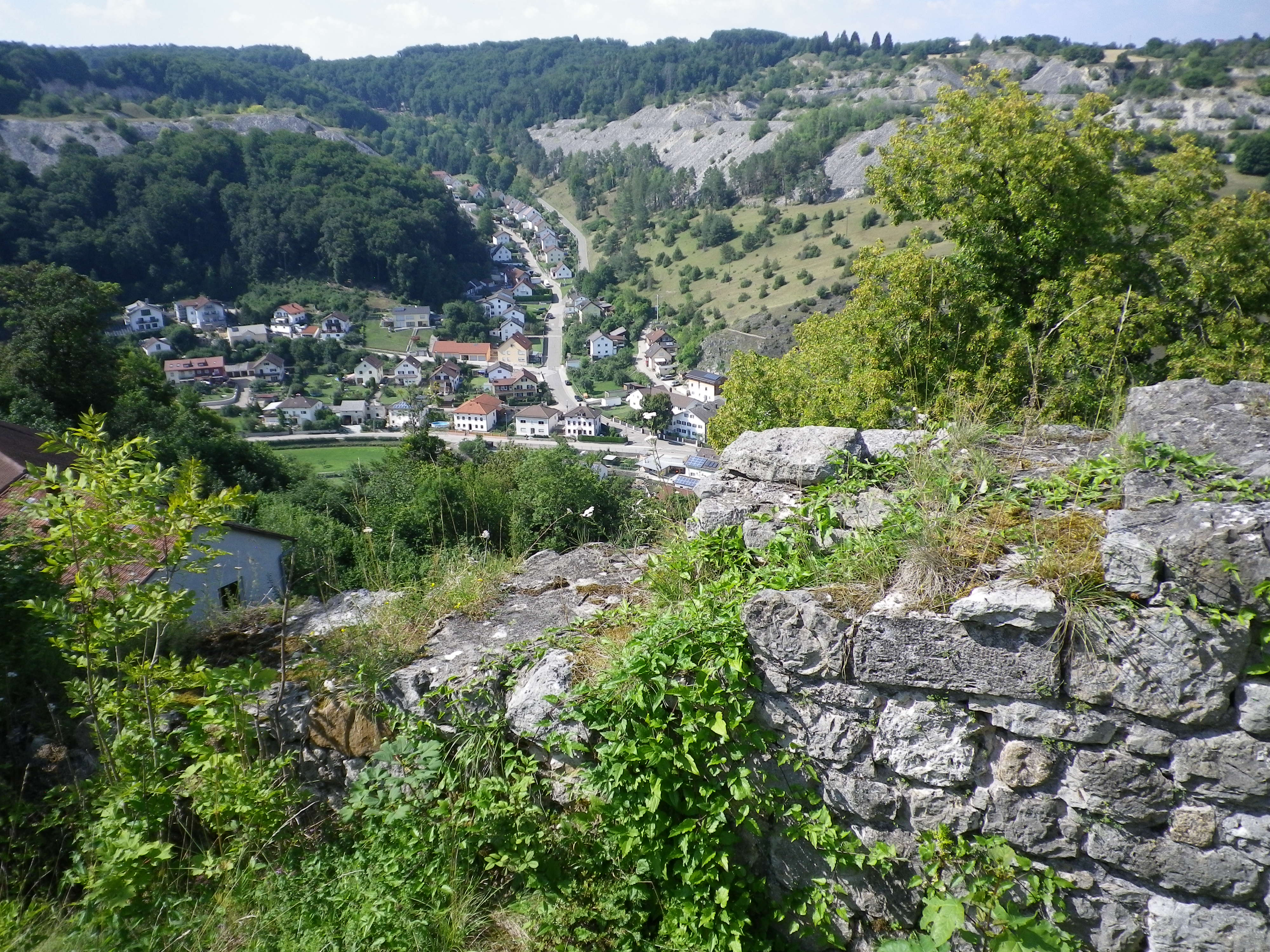
Blick von der Burg auf Mörnsheim

Die Gemeinde liegt im Gailachtal. Die Gailach durchfließt das Gemeindegebiet von der Quelle in Mühlheim über den eigentlichen Markt Mörnsheim bis zur Einmündung als rechter Zufluss der Altmühl.
Die Gemeinde grenzt an die Regierungsbezirke Mittelfranken und Schwaben. Somit liegt er genau am Schnittpunkt der drei Volksstämme, aus denen Bayern heute besteht, nämlich Bayern, Franken und Schwaben. Jedoch gibt es diese Volksstämme auch in anderen Ländern.

### Gemeindegliederung
Es gibt 15 Gemeindeteile (in Klammern ist der Siedlungstyp angegeben):
- Altendorf (Kirchdorf)
- Apfelthal (Weiler)
- Ensfeld (Pfarrdorf)
- Finstermühle (Einöde)
- Gröblmühle (Einöde)
- Hammermühle (Weiler)
- Haunsfeld (Dorf)
- Kohlmühle (Einöde)
- Lichtenberg (Weiler)
- Marktmühle (Einöde)
- Maxberg (Weiler)
- Mörnsheim (Hauptort)
- Mühlheim (Kirchdorf)
- Sonderholzerhof (Einöde)
- Wildbad (Einöde)

### Nachbargemeinden
| Langenaltheim | Solnhofen Schernfeld                        |            |
| Rögling       | Kompassrose, die auf Nachbargemeinden zeigt | Dollnstein |
| Tagmersheim   | Rennertshofen                               | Wellheim   |

## Geschichte
Aufgrund der Funde von H. Mayer kann davon ausgegangen werden, dass die Anhöhen um Mörnsheim bereits seit der Bronzezeit besiedelt waren.
Der Gemeindeteil Mühlheim wird erstmals im Testament (in der Schenkung an das Kloster Fulda) des heiligen Sola (etwa † 794), eines angelsächsischen christlichen Missionars, schriftlich erwähnt. 918 findet der heutige Ortsteil Altendorf als das frühere Mörnsheim erstmals urkundliche Erwähnung. Die erste Erwähnung der Burg Mörnsheim oberhalb von Mörnsheim erfolgte unter Bischof Heinrich I. von Zipplingen (regierte 1225–1228). Auf der Burg war das Geschlecht der Mörnsheimer ansässig und hatte die Vogtei bis 1289 zu Lehen. 1354 erhielten die Burg und das Amt von Karl IV. die Halsgerichtsbarkeit. Bischof Friedrich IV. von Oettingen (regierte 1383–1415) restaurierte die Burg und ließ einen Zwinger hinzufügen. Ab 1500 lag Mörnsheim als Teil des Hochstifts im Fränkischen Reichskreis.
Der Amtssitz wurde 1612 unter Aufgabe der Burg in den „Kasten“ im Markt (heute Rathaus) verlegt. Im Jahr 1630 wurde dort der spätere Eichstätter Fürstbischof Johann Martin von Eyb als Sohn des Mörnsheimer Pflegers Heinrich Konrad von Eyb geboren. 1672 erließ der Eichstätter Fürstbischof für den Steinbruch eine Bergordnung. 1760 wurde die Burg teilweise abgetragen; die Zerstörung setzte sich fort. Das Eichstätter Amt verblieb bis 1802 in Mörnsheim. Mit der Säkularisation kam der Ort an Ferdinand von Toscana, 1805 an Bayern und gehörte 1817–1838 zum Herrschaftsgericht der Herzöge von Leuchtenberg.

### Eingemeindungen
Im Zuge der Gebietsreform in Bayern wurde am 1. Januar 1971 ein Teil der Gemeinde Haunsfeld eingegliedert. Am 1. April 1971 wurde die Gemeinde Altendorf (mit Kohlmühle) eingemeindet, am 1. Juli 1972 Mühlheim (mit Apfelthal und Finstermühle) und am 1. Mai 1978 Ensfeld.

### Einwohnerentwicklung
Zwischen 1988 und 2018 sank die Einwohnerzahl von 1681 auf 1537 um 144 Einwohner oder 8,6 %. Mörnsheim ist die einzige Gemeinde im Landkreis, deren Einwohnerzahl im genannten Zeitraum gesunken ist.

## Politik

### Marktgemeinderat
Der Marktgemeinderat besteht aus dem ersten Bürgermeister und zwölf Mitgliedern.
- Wahlvereinigung Mörnsheim 6 Sitze
- Freie Wählerschaft Mühlheim 3 Sitze
- Freie Wählergruppe Ensfeld 2 Sitze
- Freier Wählerblock Altendorf/Haunsfeld 1 Sitz

(Stand: Gemeinderatswahl am 15. März 2020, Wahlbeteiligung 69,88 %)

### Bürgermeister
Berufsmäßiger erster Bürgermeister ist Richard Mittl (Wahlvereinigung Mörnsheim). Dieser ist seit dem 1. Mai 2002 im Amt. Bei der Bürgermeisterwahl am 15. März 2020 wurde er bei einer Wahlbeteiligung von 69,8 % mit einem Stimmanteil von 70,6 % bestätigt.

### Wappen
| Wappen des Marktes Mörnsheim | Blasonierung: „In Rot ein silberner Zinnenturm, vor dessen Tor ein blau gekleideter Mann steht, der an goldener Lanze eine rote Fahne hält; darauf die silberne Krümme des Bischofsstabes.“ |
| Wappen des Marktes Mörnsheim | Das Wappen wird seit dem 15. Jahrhundert geführt. |

## Kultur und Sehenswürdigkeiten

### Bauwerke

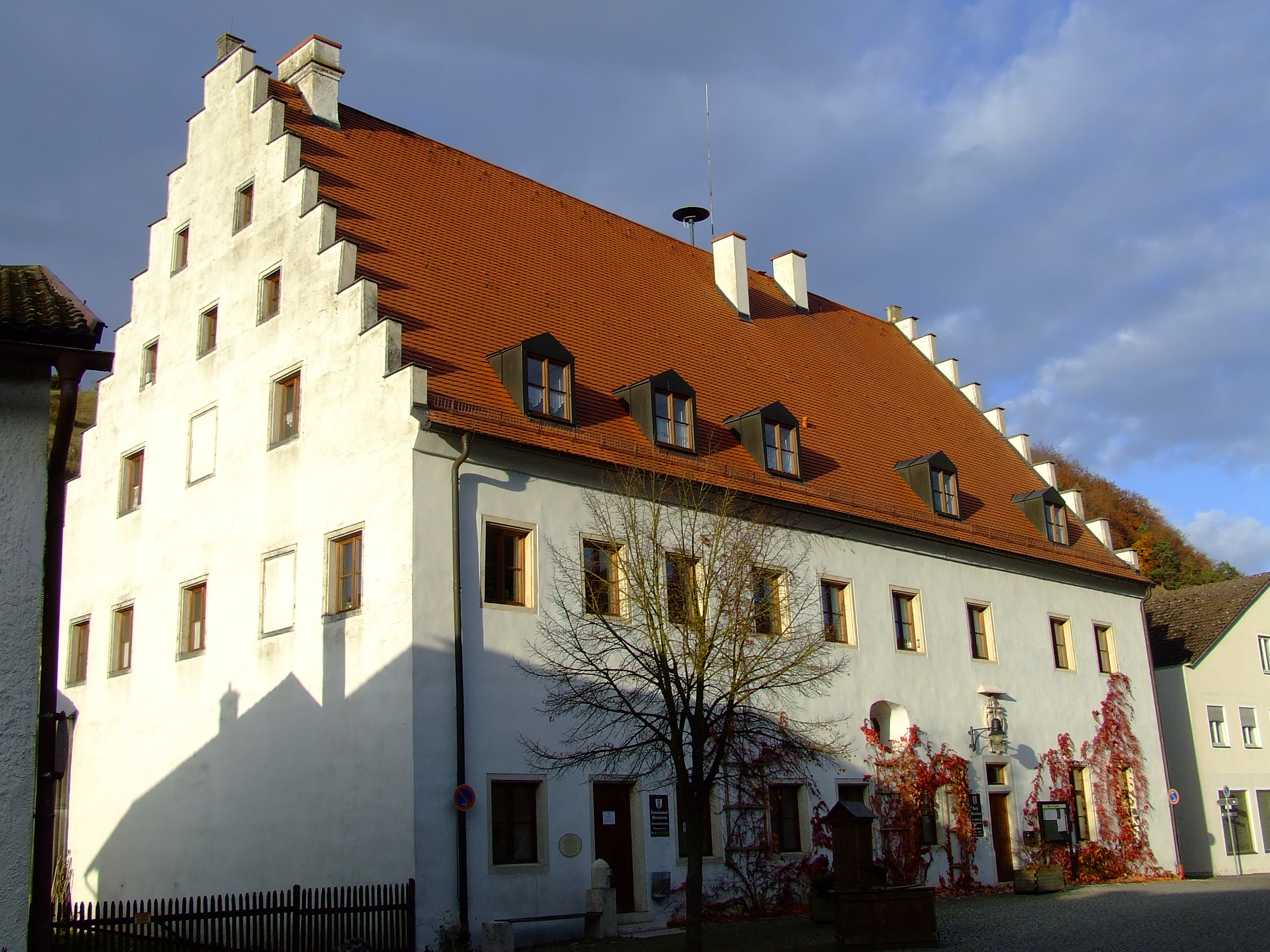
Historischer Kastenhof (Rathaus)

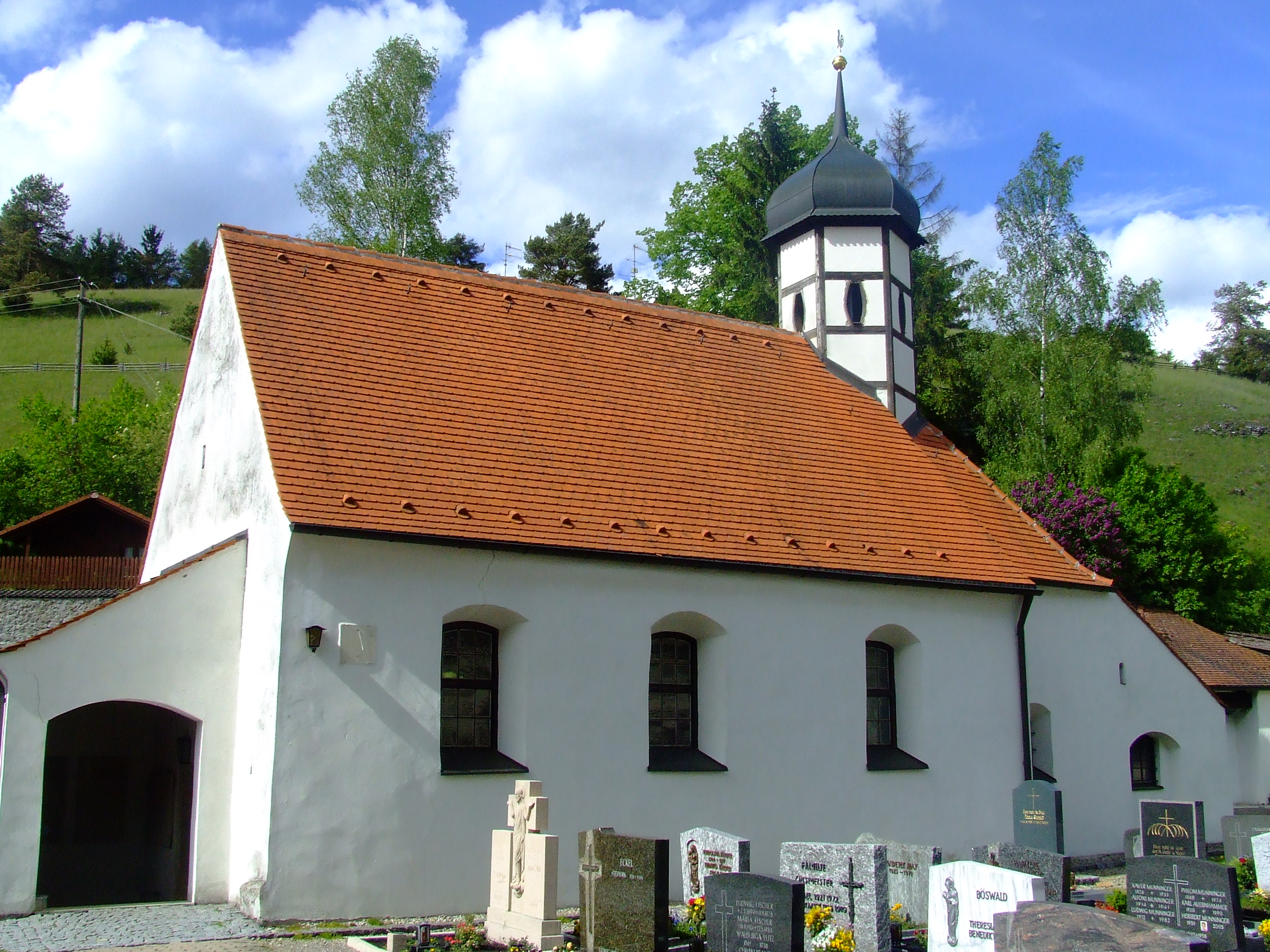
Mühlheimer Kirche

In Mörnsheim gibt es mehrere bedeutende Altbauwerke: Auf dem Schlossberg über Mörnsheim findet sich die Burgruine der Burg Mörnsheim der Eichstätter Bischöfe. Der Kastenhof in Mörnsheim dient heute als Rathaus.
Die Pfarrkirche ist seit 1065 bezeugt. Allerdings ist nur noch der Turm aus dem 13. Jahrhundert; das Langhaus ist ein Neubau von 1956, jedoch mit älterem Figurenschmuck und einigen historischen Juramarmor-Grabplatten im Innern. In Altendorf findet sich die Wallfahrtskirche Maria End. Sie wurde 1710 barockisiert, ist aber gotischen Ursprungs. Die Filialkirche der Heiligen Cyriacus, Largus und Smaragdus mit karolingischem Kern steht im Ortsteil Mühlheim.
In den Jura-Steinbrüchen finden sich Fossilien und Versteinerungen. Der Horstbergbruch (so genannt, weil 1841 von der Gemeinde an den Kaufmann Horst aus Straßburg verkauft,) war der erste, 1668 eröffnete Bruch, dessen blau-graue Steine sich durch große Härte und feines Korn auszeichneten und für die 1798 erfundene Lithographie bestens geeignet waren. In diesem fand bis 1954 Abbau statt.
In allen Gemeindeteilen finden sich außerdem Jurahäuser.

### Naturdenkmäler
- Gailachquelle, Jura-Karstquelle mit starkem Quellfluss in Mühlheim
- Sehens- und erlebenswerte Felsformationen, Buchenwälder, Wiesengründe und Wacholderheiden

### Regelmäßige Veranstaltungen
Jedes Jahr am dritten Sonntag im Oktober wird die Kirchweih gefeiert. Jedes dritte Wochenende im Mai findet ein Altmühltaler Lammauftrieb mit 1000 Schafen, Lämmern und Ziegen sowie ein Schäfer- und Handwerkermarkt mit regionalen Spezialitäten statt.

## Wirtschaft und Infrastruktur
Mit dem Nachbarort Solnhofen ist Mörnsheim ein Zentrum des Abbaus von Solnhofener Stein (Juraplattenkalk). Die Steinbrüche waren seit dem 16. Jahrhundert die wichtigste Erwerbsquelle der Bevölkerung; in ihnen wurde im 19. Jahrhundert ein hervorragender Lithographieschiefer gewonnen. Seit 1889 findet ein genossenschaftlicher Abbau desselben statt.

## Söhne und Töchter der Gemeinde
- Johann Martin von Eyb (1630–1704), Fürstbischof von Eichstätt
- Dieter Langosch (* 1958), Biochemiker und Professor an der TU München